# لي جاي كوب
لي جاي كوب (بالإنجليزية: Lee J. Cobb)‏ مواليد 8 ديسمبر 1911 في ذا برونكس، الولايات المتحدة - الوفاة 11 فبراير 1976 في كاليفورنيا، الولايات المتحدة، هو ممثل أمريكي بدأ مسيرته الفنية سنة 1934. امتدت مسيرته الفنية لأكثر من 42 عاما.

## الأعمال
- أنشودة بيرناديت
- النصر المجنح
- أنا وملك سيام
- على الواجهة البحرية
- 12 رجلا غاضبا
- وجوه حواء الثلاثة
- إكسدس
- كيف غلب الغرب
- طارد الأرواح الشريرة

## روابط خارجية
- لي جاي كوب على موقع IMDb (الإنجليزية)
- لي جاي كوب على موقع ميتاكريتيك (الإنجليزية)
- لي جاي كوب على موقع الموسوعة البريطانية (الإنجليزية)
- لي جاي كوب على موقع روتن توميتوز (الإنجليزية)
- لي جاي كوب على موقع قاعدة بيانات الأفلام العربية
- لي جاي كوب على موقع ألو سيني (الفرنسية)
- لي جاي كوب على موقع تيرنر كلاسيك موفيز (الإنجليزية)
- لي جاي كوب على موقع أول موفي (الإنجليزية)
- لي جاي كوب على موقع قاعدة بيانات برودواي على الإنترنت (الإنجليزية)
- لي جاي كوب على موقع قاعدة بيانات برودواي على الإنترنت (الإنجليزية)